# Megaleruca t-nigrum
Megaleruca t-nigrum là một loài bọ cánh cứng trong họ Chrysomelidae. Loài này được Bertoloni miêu tả khoa học năm 1868.